# TransJakarta
TransJakarta (stilizzato come transjakarta) è un sistema di Bus Rapid Transit (BRT) a Giacarta in Indonesia. Fu il primo sistema di BRT in Asia. Cominciò l'attività il 15 gennaio 2004 con lo scopo di fornire un sistema di trasporto pubblico veloce per aiutare a ridurre il traffico nell'orario di punta.
Gli autobus hanno corsie dedicate e prezzi per i biglietti sono sovvenzionati dal governo regionale.
Nel 2011, il sistema ha raggiunto il record annuale di 114,7 milioni di passeggeri trasportati sebbene siano scesi nel 2014 a 111,6 milioni e 102,95 milioni nel 2015. Nel 2016 stabilisce un nuovo record con 123,73 milioni.. nel 2017, arriva 188,9 milioni di passeggeri che usano il servizio di TransJakarta. La tariffa è rimasta sempre di Rp 3,500 (27 centesimi di dollaro) per passeggero. .

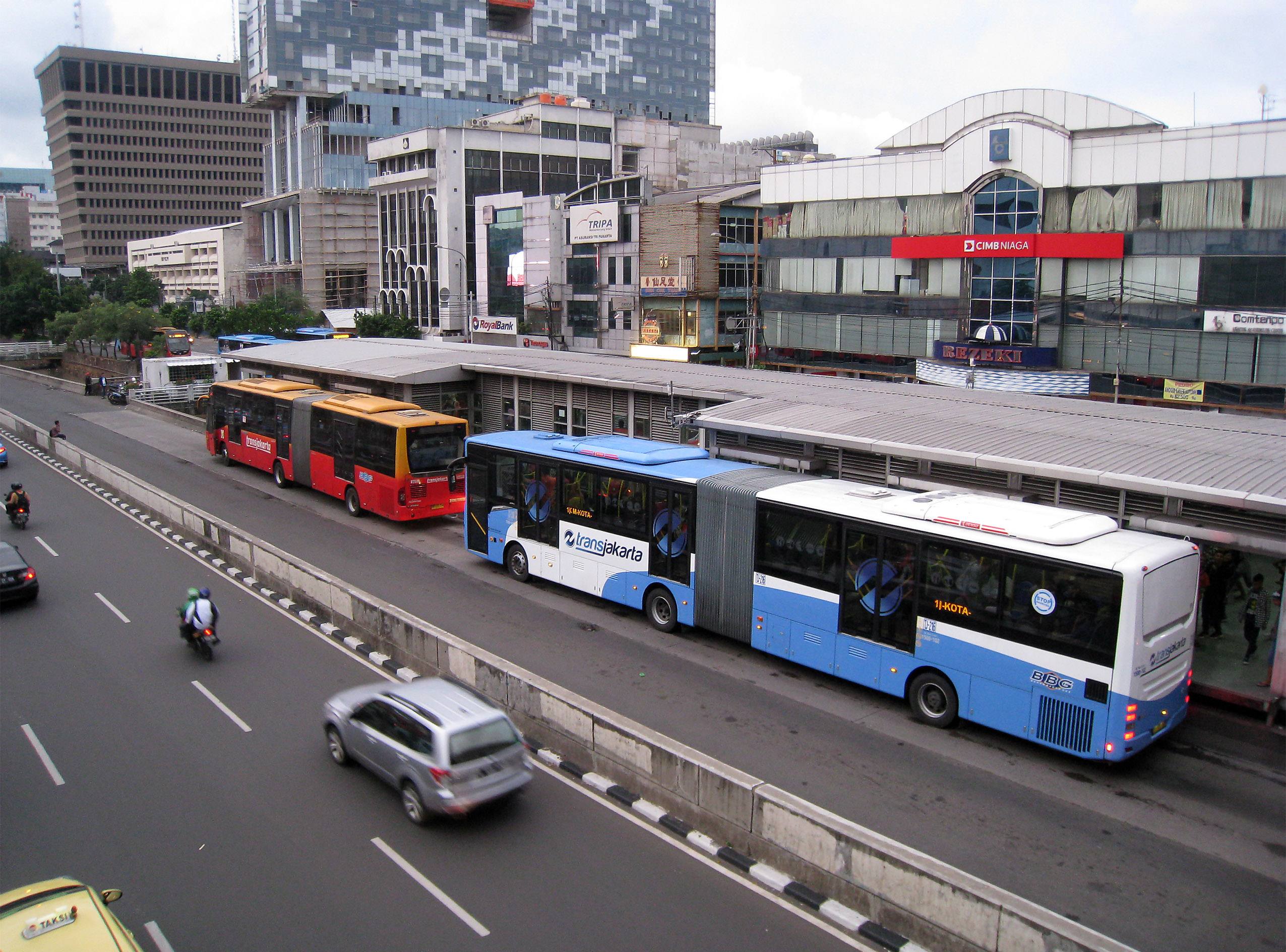
Autobus articolati TransJakarta all'Harmoni Central Busway

Dal 2017, TransJakarta ha il più grande sistema BRT al mondo (230.9 km in lunghezza),con 13 itinerari principali e 10 itinerari misti. Sempre in quell'anno è stata aperta una nuova la linea (il corridoio 13), il primo corridoio sopraelevano della rete di TransJakarta.

## Linee
| Linee #                  | Origine-Destinazione              | Apertura         | Standard BRT |
| ------------------------ | --------------------------------- | ---------------- | ------------ |
|                          | Kota - Blok M                     | 15 gennaio 2004  | Argento      |
|                          | Pulo Gadung - Harmoni             | 15 gennaio 2006  | Bronzo       |
|                          | Kalideres - Pasar Baru            | 15 gennaio 2006  | Bronzo       |
|                          | Pulo Gadung - Dukuh Atas 2        | 27 gennaio 2007  | Bronzo       |
|                          | Ancol - Kampung Melayu            | 27 gennaio 2007  | Bronzo       |
|                          | Dukuh Atas 2 - Ragunan            | 27 gennaio 2007  | Bronzo       |
|                          | Kampung Melayu - Kampung Rambutan | 27 gennaio 2007  | BRT Base     |
|                          | Lebak Bulus - Harmoni             | 21 Febbraio 2009 | BRT Base     |
|                          | Pluit - Pinang Ranti              | 31 Dicembre 2010 | BRT Base     |
|                          | Tanjung Priok - PGC 2             | 31 Dicembre 2010 | BRT Base     |
|                          | Kampung Melayu - Pulo Gebang      | 28 Dicembre 2011 | BRT Base     |
|                          | Penjaringan - Tanjung Priok       | 14 Febbraio 2013 | BRT Base     |
|                          | Ciledug - Tendean - Blok M        | 14 Agosto 2017   | da definire  |
| TransJakarta Corridor 14 | Blok M - Pondok Kelapa            | (pianificata)    | da definire  |
| TransJakarta Corridor 15 | Manggarai - Depok                 | (pianificata)    | da definire  |